# Jasień, Powiat żarski
Jasień ['jaɕeɲ], tyska: Gassen, högsorbiska: Gasyn, är en stad i västra Polen, belägen i distriktet Powiat żarski i Lubusz vojvodskap. Tätorten hade 4 449 invånare år 2014 och är centralort i en stads- och landskommun med totalt 7 225 invånare samma år.

## Historia
Orten Gassen uppstod som en by i Niederlausitz och omnämns första gången 1321. Orten växte avsevärt under 1650-talet genom att adelsmannen Rudolf von Bünau lät schlesiska religionsflyktingar slå sig ned i orten, och Gassen erhöll stadsrättigheter 1660 av hertigen Christian I av Sachsen-Merseburg. 1815 blev orten del av kungadömet Preussen tillsammans med Niederlausitz genom Wienkongressen, och tillhörde fram till 1945 Regierungsbezirk Frankfurt i provinsen Brandenburg. Staden industrialiserades under mitten av 1800-talet och det största företaget i orten under 1800-talet var Theodor Flöthers maskinfabrik och gjuteri.
1944 inrättades ett satellitläger till koncentrationslägret Gross-Rosen i staden. Efter krigsslutet 1945 blev staden del av Folkrepubliken Polen då den nya polsk-tyska gränsen drogs vid Oder-Neisselinjen. Sedan dess bär staden det polska namnet Jasień.

## Sevärdheter
- Vårfrukyrkan från början av 1700-talet, tidigare den protestantiska kyrkan, vid krigsslutet omvandlad till katolsk kyrka.
- Slottet, uppfört 1764-1780, senare använt som rådhus. Under andra världskriget låg en skyddsbunker vid slottet. Slottet är idag i privat ägo och förfallet. I anslutning till slottet ligger den engelska slottsparken.
- Flera borgarhus och ett tidigare värdshus från 1700-talet.

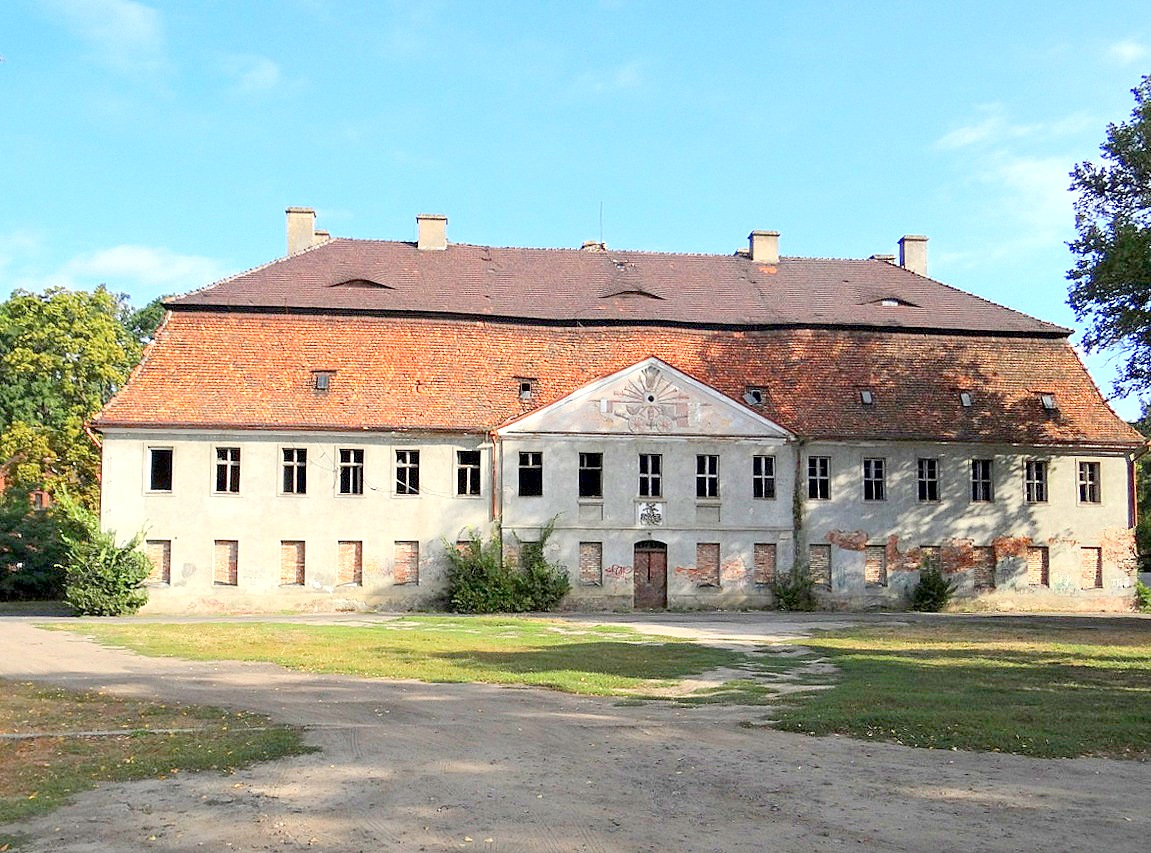
Slottet
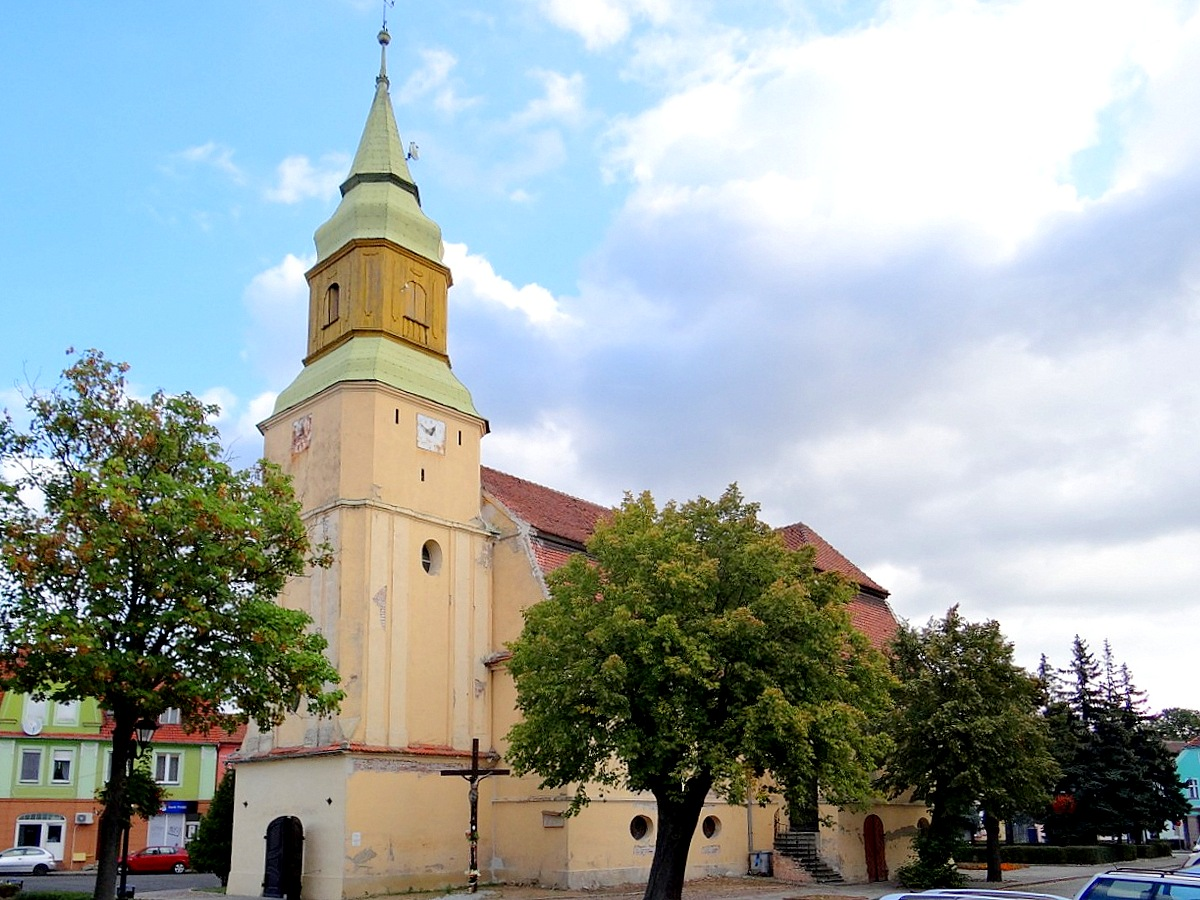